# Saison 2011-2012 de Norwich City
Maillots
Dernière mise à jour : 13 juillet 2011.
Chronologie
Saison précédente Saison suivante
La saison 2011-2012 de Norwich City sera la 1re saison du club en Premier League depuis 6 ans, Norwich étant un des promus de la saison.

## Transferts

### Mercato d'été
| Type             | Date | Prix     | Joueur             | Ancien/Nouveau club         |
| Achats · (6,2M€) | 2011 | 2,3M€    | James Vaughan      | Everton FC (D1)             |
| Achats · (6,2M€) | 2011 | 2,8M€    | Steve Morison      | Millwall FC (D2)            |
| Achats · (6,2M€) | 2011 | Indéfini | Elliott Bennett    | Brighton & Hove Albion (D2) |
| Achats · (6,2M€) | 2011 | Gratuit  | Bradley Johnson    | Leeds United (D2)           |
| Achats · (6,2M€) | 2011 | 1,1M€    | Anthony Pilkington | Huddersfield Town (D3)      |
| Prêt             | 2011 | -        | Ritchie De Laet    | Manchester United (D1)      |
| Fin de contrat   | 2011 | -        | Matthew Gill       | Bristol Rovers (D4)         |
| Fin de contrat   | 2011 | -        | Jens Berthel Askou | -                           |
| Fin de contrat   | 2011 | -        | Sam Habergham      | Tamworth (D5)               |
| Ventes           | 2011 | -        | Luke Daley         | Plymouth Argyle (D4)        |

## Classement

### Premier League
Source : PremierLeague.com
Dernière mise à jour : le 17 mars 2012
| Rang | Équipe                  | Pts | J  | G  | N  | P  | Bp | Bc | Diff |
| ---- | ----------------------- | --- | -- | -- | -- | -- | -- | -- | ---- |
| 1    | Manchester United (T)   | 67  | 28 | 21 | 4  | 3  | 68 | 27 | +41  |
| 2    | Manchester City         | 66  | 28 | 21 | 3  | 4  | 69 | 20 | +49  |
| 3    | Tottenham Hotspur       | 53  | 28 | 16 | 5  | 7  | 52 | 34 | +18  |
| 4    | Arsenal                 | 52  | 28 | 16 | 4  | 8  | 57 | 39 | +18  |
| 5    | Chelsea (V)             | 49  | 28 | 14 | 7  | 7  | 48 | 32 | +16  |
| 6    | Newcastle United        | 44  | 28 | 12 | 8  | 8  | 40 | 41 | -1   |
| 7    | Liverpool (L)           | 42  | 28 | 11 | 9  | 8  | 33 | 26 | +7   |
| 8    | Sunderland              | 37  | 28 | 10 | 7  | 11 | 36 | 31 | +5   |
| 9    | Everton                 | 37  | 28 | 10 | 7  | 11 | 28 | 31 | -3   |
| 10   | Fulham                  | 36  | 28 | 9  | 9  | 10 | 37 | 37 | 0    |
| 11   | Swansea City (P)        | 36  | 28 | 9  | 9  | 10 | 31 | 34 | -3   |
| 12   | Norwich City (P)        | 36  | 28 | 9  | 9  | 10 | 39 | 45 | -6   |
| 13   | Stoke City              | 36  | 28 | 10 | 6  | 12 | 27 | 39 | -12  |
| 14   | West Bromwich Albion    | 35  | 28 | 10 | 5  | 13 | 34 | 37 | -3   |
| 15   | Aston Villa             | 33  | 28 | 7  | 12 | 9  | 31 | 35 | -4   |
| 16   | Blackburn Rovers        | 25  | 28 | 6  | 7  | 15 | 40 | 60 | -20  |
| 17   | Bolton Wanderers        | 23  | 28 | 7  | 2  | 19 | 31 | 57 | -26  |
| 18   | Queens Park Rangers (P) | 22  | 28 | 5  | 7  | 16 | 29 | 48 | -19  |
| 19   | Wolverhampton           | 22  | 28 | 5  | 7  | 16 | 30 | 58 | -28  |
| 20   | Wigan Athletic          | 21  | 28 | 4  | 9  | 15 | 24 | 53 | -29  |

| Légende : Qualifications et relégations | Légende : Qualifications et relégations |
| --------------------------------------- | --- |
|                                         | Phase de groupes de la Ligue des Champions 2012-2013 |
|                                         | Tour de barrages de la Ligue des Champions 2012-2013 |
|                                         | Tour de barrages de la Ligue Europa 2012-2013 |
|                                         | 3e tour de qualification de la Ligue Europa 2012-2013 |
|                                         | Relégation en Football League Championship |
|                                         | (T) : Tenant du titre 2010-2011 (C) : Vainqueurs de la FA Cup (L) : Vainqueurs de la League Cup (P) : Promus en 2010-2011 (V) : Vice-Champion en 2010-2011 |